# Acrocera tarsalis
Acrocera tarsalis är en tvåvingeart som beskrevs av Nartshuk 1975. Acrocera tarsalis ingår i släktet Acrocera och familjen kulflugor.
Artens utbredningsområde är Mongoliet. Inga underarter finns listade i Catalogue of Life.